# Roméo et Juliette, de la Haine à l'Amour
Roméo et Juliette, de la Haine à l'Amour (Nederlandse titel: Romeo en Julia, van Haat tot Liefde) is een Franse musical geschreven en gecomponeerd door Gérard Presgurvic, gebaseerd op het toneelstuk van William Shakespeare. De musical ging op 19 januari 2001 in Parijs in première. Sindsdien is de musical opgevoerd in diverse landen, waaronder Canada, Groot-Brittannië, België en Nederland.

## Synopsis
Verona wordt al generaties lang verscheurd door een immense haat tussen de familie Montecchi en de familie Capuletti. De vorst van Verona probeert er toch de vrede te bewaren, maar de strijd tussen de beide families is moeilijk in toom te houden. Wanneer Romeo Montecchi en Julia Capuletti elkaar ontmoeten op een gemaskerd bal – waar Julia nota bene wordt voorgesteld aan haar verloofde Paris – en verliefd worden, zijn de gevolgen niet meer te overzien. De vete tussen de beide clans maakt het hen niet makkelijk, maar Romeo en Julia proberen elkaar in het geheim te blijven zien. Zelfs hun trouwste vrienden hebben het moeilijk met hun keuze. Er ontstaat een duel waarin Romeo en Julia hun twee dierbaarste vrienden verliezen, waarna Romeo als straf wordt verbannen uit Verona. De enige twee personen die begrip hebben voor de liefde tussen Romeo en Julia zijn Broeder Lorenzo en de voedster van Julia. Julia's vader beslist om het geplande huwelijk tussen zijn dochter en Paris zo spoedig mogelijk te laten voltrekken, terwijl Romeo zich nog in ballingschap bevindt. Julia vindt dat een leven zonder Romeo geen zin meer heeft en besluit om gif in te nemen. Benvolio, de beste vriend van Romeo, denkt dat Julia overleden is en haast zich naar Romeo om hem het slechte nieuws te vertellen. Romeo spoedt zich op zijn beurt naar Verona om bij het levenloze lichaam van Julia zelfmoord te plegen. Julia wordt wakker uit haar diepe slaap en vindt haar grote liefde dood naast zich. Dit wordt haar te veel en ook zij pleegt zelfmoord. Broeder Lorenzo ontdekt de twee geliefden en klaagt God en iedereen in Verona aan bij deze situatie.

## Nederlandstalige versie

### Medewerkers
- Producent: Geert Allaert, Music Hall
- Choreografie en regie: Redha
- Auteur/componist: Gérard Presgurvic
- Vertaling (liedteksten): Johan Verminnen
- Kostuums: Dominique Borg

### Vlaanderen
(22 september 2002 – 16 maart 2003)

#### Rolverdeling
| Rol              | Acteur | Alternate | Understudy |
| ---------------- | --- | --- | --- |
| Romeo Montecchi  | Davy Gilles | Rob Pelzer | Louis Harel-Richard |
| Julia Capuletti  | Veerle Casteleyn | Sasha Rosen | Jennifer van Brenk, Lola Tessier-Perrier |
| Vrouwe Capuletti | Iris Vandenkerckhove | Mieke Laureys | |
| Graaf Capuletti  | Paul Vaes | Richard Spijkers | |
| Tybalt           | Chris Van Tongelen | Roel Lauwens | Rory Six |
| De Voedster      | Jeannine Geerts | Katrijn Van Geenhoven | |
| Paris            | Filip D’haeze | Rory Six | |
| Vrouwe Montecchi | Daisy Thys | Mieke Laureys | Goele De Raedt, Christine Harel |
| Mercutio         | Dieter Verhaegen | Roel Lauwens | Rory Six |
| Benvolio         | Mark Tijsmans | Paul Walthaus | Rory Six |
| De Prins         | Jeroen Maes | Richard Spijkers | |
| Broeder Lorenzo  | Eric Baranyanka | Rory Six | Stéphane Richard |
| De Dood          | Beatrice Warrand | Christine Hassid | |
| Dansers          | Cyril Journet, David Maes, Gregory Gonel, Damien Gajda, Florian Boutonnier, Sophy Ribrault, Kim Arts, Flavie Hennion, Anne Chantraine, Valérie Masquilier, Christian Celini, Laurent Flament, Kylian Campbell, Maïté Gheur, Saskia Duerinck, Mélodie Caillieret, Yvana Verbecq, Thao Nguyen, Noi Pakon Schuijffel | Cyril Journet, David Maes, Gregory Gonel, Damien Gajda, Florian Boutonnier, Sophy Ribrault, Kim Arts, Flavie Hennion, Anne Chantraine, Valérie Masquilier, Christian Celini, Laurent Flament, Kylian Campbell, Maïté Gheur, Saskia Duerinck, Mélodie Caillieret, Yvana Verbecq, Thao Nguyen, Noi Pakon Schuijffel | Cyril Journet, David Maes, Gregory Gonel, Damien Gajda, Florian Boutonnier, Sophy Ribrault, Kim Arts, Flavie Hennion, Anne Chantraine, Valérie Masquilier, Christian Celini, Laurent Flament, Kylian Campbell, Maïté Gheur, Saskia Duerinck, Mélodie Caillieret, Yvana Verbecq, Thao Nguyen, Noi Pakon Schuijffel |

#### Speeldata
- Stadsschouwburg, Antwerpen: 22 september – 24 november 2002
- Capitole, Gent: 5 december 2002 – 4 januari 2003 (verplaatst naar Stadsschouwburg Antwerpen wegens te klein podium; de pauze van 25 november tot 4 december 2002 is geannuleerd)
- Stadsschouwburg, Antwerpen: 5 januari – 19 januari 2003 (eerste verlenging)
- Stadsschouwburg, Antwerpen: 26 februari – 16 maart 2003 (tweede verlenging)

### Nederlands-Vlaamse tournee
(27 januari 2004 – 25 april 2004)

#### Rolverdeling
| Rol              | Acteur | Alternate | Understudy |
| ---------------- | --- | --- | --- |
| Romeo Montecchi  | Davy Gilles | Rob Pelzer | Louis Harel-Richard |
| Julia Capuletti  | Jennifer van Brenk | Sasha Rosen | Veerle Casteleyn, Lola Tessier-Perrier |
| Vrouwe Capuletti | Tanja de Nijs | | Jutta Bolsius, Iris Vandenkerckhove |
| Graaf Capuletti  | Paul Vaes | Richard Spijkers | Gertjan Heuvelmans |
| Tybalt           | Chris Van Tongelen | Roel Lauwens | Marc Dollevoet |
| De Voedster      | Pauline du Bois | | Katrien Verheiden |
| Paris            | Filip D’haeze | Rory Six | Roel Lauwens |
| Vrouwe Montecchi | Goele De Raedt | | Christine Harel |
| Mercutio         | Dieter Verhaegen | | Arnan Samson |
| Benvolio         | Mark Tijsmans | | Gertjan Heuvelmans |
| De Prins         | Jeroen Maes | Richard Spijkers | Rory Six |
| Broeder Lorenzo  | Ben Cramer | Rory Six | Stephane Richard |
| De Dood          | Daniele Cohen | Beatrice Warrand | |
| Dansers          | Marcella Dijjers, Kylian Campbell, Christian Celini, York Ting Chen, Nicolas Fishleigh, Alison Jaques, Rémy Lailavoix, Marcella Morelli, Thao Nguyen, Noi Pakon Schuiffel, Martin Zanotti, Merlijn de Vries, Kim Arts, Florian Boutonnier, Kai Guzowski, Natasha Henry, Elisabeth Lambeck, Isabelle Massé, Thomas Puskailer, Sophy Ribrault, Leo Van Emden | Marcella Dijjers, Kylian Campbell, Christian Celini, York Ting Chen, Nicolas Fishleigh, Alison Jaques, Rémy Lailavoix, Marcella Morelli, Thao Nguyen, Noi Pakon Schuiffel, Martin Zanotti, Merlijn de Vries, Kim Arts, Florian Boutonnier, Kai Guzowski, Natasha Henry, Elisabeth Lambeck, Isabelle Massé, Thomas Puskailer, Sophy Ribrault, Leo Van Emden | Marcella Dijjers, Kylian Campbell, Christian Celini, York Ting Chen, Nicolas Fishleigh, Alison Jaques, Rémy Lailavoix, Marcella Morelli, Thao Nguyen, Noi Pakon Schuiffel, Martin Zanotti, Merlijn de Vries, Kim Arts, Florian Boutonnier, Kai Guzowski, Natasha Henry, Elisabeth Lambeck, Isabelle Massé, Thomas Puskailer, Sophy Ribrault, Leo Van Emden |

#### Speeldata
- Nieuwe Luxor Theater, Rotterdam: 27 januari – 8 februari 2004
- Grenslandhallen, Hasselt: 11 februari – 15 februari 2004
- Heineken Music Hall, Amsterdam: 26 februari – 7 maart 2004
- Chassé Theater, Breda: 24 maart – 4 april 2004
- Stadsschouwburg, Antwerpen: 8 april – 25 april 2004

### Nummers uit de musical
Act 1
- Overture

ensemble
- Verona

de Prins
- De haat

Vrouwe Montecchi, Vrouwe Capuletti
- Ooit komt

Romeo, Julia
- Het huwelijksaanzoek

Paris, Graaf Capuletti
- Straks ben je getrouwd

Vrouwe Capuletti, de Voedster
- De koningen

Romeo, Benvolio, Mercutio
- 'k Ben bang

Romeo
- Het bal

ensemble
- De gelukkige liefde

Romeo, Julia
- Het bal 2

ensemble
- Het is mijn schuld niet

Tybalt
- Het balkon

Romeo, Julia
- Mooi zijn of lelijk zijn

de Voedster, Mercutio, Benvolio
- Ze houdt zo van hem

de Voedster
- Liefde

Romeo, Julia
Act 2
- Roddels in de straat

Mercutio, Benvolio, Romeo
- 't Is de dag

Tybalt
- Het duel

Mercutio, Tybalt, Romeo
- De dood van Mercutio

Mercutio, Romeo
- De wraak

Graaf Capuletti, Vrouwe Mentecchi, de Pins, Romeo, ensemble
- Het duo van de wanhoop

de Voedster, Broeder Lorenzo
- Het lied van de leeuwerik

Romeo, Julia
- Je hand

Vrouwe Capuletti, Graaf Capuletti, de Voedster, Julia
- Verona, reprise

de Prins
- Dochter van mij

Graaf Capuletti
- Voor haar

Romeo
- Het vergif

Julia
- Hoe zeg je dan

Benvolio
- De dood van Romeo

Romeo
- De dood van Julia

Julia
- Zo moe

Broeder Lorenzo
- Schuldig

Vrouwe Capuletti, Vrouwe Montecchi, ensemble
- Toegift: De koningen (Vlaanderen)

Romeo, Benvolio, Mercutio
- Toegift: Liefde (Nederlands-Vlaamse tournee)

Romeo, Julia

### Album
In tegenstelling tot veel andere albums in Nederland en België, werd het album voor Romeo en Julia niet live opgenomen tijdens een voorstelling. Het werd in 2002 uitgebracht door Universal en werd ingezongen door de Vlaamse cast. Voor de tournee door Nederland werd geen nieuwe opname gemaakt, omdat het dezelfde productie betrof, alleen met een gedeeltelijk gewijzigde cast.
De Koningen, gezongen door Davy Gilles (Romeo), Mark Tijsmans (Benvolio) en Dieter Verhaegen (Mercutio) werd in Vlaanderen een grote hit. Het nummer werd uitgebracht op single en stond een tijd lang in de Vlaamse hitlijsten, waarvan twaalf weken op de nummer 1-positie. De drie kwamen hun nummer promoten in Tien om te Zien. Op de single-cd stonden twee nummers: de albumversie van De Koningen en een instrumentale versie.
Tracklist
1. Verona – Prins van Verona (Jeroen Maes)
2. De haat – Vrouwe Montecchi (Daisy Thys), Vrouwe Capuletti (Iris Vandenkerckhove)
3. Het huwelijksaanzoek – Paris (Filip D’haeze), Graaf Capuletti (Paul Vaes)
4. De koningen – Romeo (Davy Gilles), Benvolio (Mark Tijsmans), Mercutio (Dieter Verhaegen)
5. Ik ben bang – Romeo (Davy Gilles)
6. De gelukkige liefde – Romeo (Davy Gilles), Julia (Veerle Casteleyn)
7. Het is mijn schuld niet – Tybalt (Chris Van Tongelen)
8. Het balkon – Romeo (Davy Gilles), Julia (Veerle Casteleyn)
9. Mooi zijn of lelijk zijn – De voedster (Jeanine Geerts), Benvolio (Mark Tijsmans), Mercutio (Dieter Verhaegen)
10. Ze houdt zo van hem – De voedster (Jeanine Geerts)
11. Liefde – Romeo (Davy Gilles), Julia (Veerle Casteleyn)
12. Roddels in de straat – Romeo (Davy Gilles), Benvolio (Mark Tijsmans), Mercutio (Dieter Verhaegen)
13. Het duel – Mercutio (Dieter Verhaegen), Romeo (Davy Gilles), Tybalt (Chris Van Tongelen)
14. Dochter van mij – Graaf Capuletti (Paul Vaes)
15. Hoe zeg je dan – Benvolio (Mark Tijsmans)
16. De dood van Julia – Julia (Veerle Casteleyn)
17. Zo moe – Broeder Lorenzo (Eric Baranyanka)
18. Schuldig – Vrouwe Montecchi (Daisy Thys), Vrouwe Capuletti (Iris Vandenkerckhove)

### Prijzen
Vlaamse Musicalprijzen (2004)
- Beste Musical / De Morgen Publieksprijs – Romeo en Julia: van Haat tot Liefde
- Aanstormend Talent – Goele De Raedt
- Beste Creatieve Prestatie – Dominique Borg
- Beste Choreografie – Redha (nominatie)